# アリスティエデ・ゾグボ
アリスティエデ・ゾグボ（Aristide Benoît Zogbo，1981年12月30日 - ）は、コートジボワール・アビジャン出身の元サッカー選手。現役時代のポジションはゴールキーパー。

## 経歴

### クラブ
ゾグボは25歳になるまで高サッサンドラ州のIssia Wazyでプレーしていた。2006年にコートジボワール・カップを優勝し、2007年にも決勝に進出したが、AESCミモザに0-3で敗れた。
2007年7月1日、コートジボワールのクラブのIssia Wazyからエジプトのイテハド・エル・ショルタに移籍した。2009年9月3日までイテハド・エル・ショルタでプレーし、マッカビ・ネタニヤFCに1年契約で移籍した。2010年夏に契約を満了し、コートジボワールに戻りES Bingervilleと契約した
。

### 代表
エジプトでの活躍を評価され、2007年以降コートジボワール代表に召集された。ヴァイッド・ハリルホジッチ監督の下、2008年5月24日の日本代表戦、ワールドカップ予選のギニア代表戦やドイツ代表との親善試合に出場した。正GKのブバカル・バリーに次ぐ第2GKとしての地位を確立し、アフリカネイションズカップ2010のメンバーに選出されたが、出場機会は無かった。スヴェン＝ゴラン・エリクソン監督が率いる2010 FIFAワールドカップに向けたコートジボワール代表にも選出されたが、この大会でも出場機会は無かった。

## 代表歴

### 出場大会
- コートジボワール代表
  - 2010 FIFAワールドカップ

### 試合数
- 国際Aマッチ 6試合 0得点（2008年-2010年）[4]

| コートジボワール代表 | 国際Aマッチ | 国際Aマッチ |
| 年                   | 出場        | 得点        |
| -------------------- | ----------- | ----------- |
| 2008                 | 2           | 0           |
| 2009                 | 3           | 0           |
| 2010                 | 1           | 0           |
| 通算                 | 6           | 0           |

## タイトル
Issia Wazy
- コートジボワール・カップ（英語版）：1回 (2006)